# Huai He
Le Huai He (chinois simplifié : 淮河 ; chinois traditionnel : 淮河 ; pinyin : huái hé) est une rivière de Chine longue de 1 078 km, qui prend sa source dans la province du Henan mais coule principalement au travers de celles de l'Anhui et du Jiangsu. On considère souvent qu'elle marque une coupure entre Chine du Nord et Chine du Sud, bien que l'on situe aussi parfois cette limite sur le Yangtsé. Cette région est la limite sud-est des dialectes mandarins.
Le Huai He traverse le lac Hongze, où il prend le nom de Sanhe (三河, sān hé) avant de se jeter dans le Yangtsé.